# Centro de estancia temporal para inmigrantes
Un centro de estancia temporal para inmigrantes (CETI) es un establecimiento público en España con el objetivo de servir como lugar de primera acogida provisional brindando servicios básicos a inmigrantes y solicitantes de asilo humanitario que llegan  a los territorios españoles en el Norte de África, las islas Canarias o a las Ciudades Autónomas de Ceuta o Melilla, para ser trasladados a la España peninsular. Los inmigrantes reciben servicios básicos como servicios de alojamiento y apoyo, asistencia social, asistencia psicológica, asistencia sanitaria, asesoría y formación jurídica, ocio y tiempo libre. Cada persona recibe una tarjeta electrónica que le permite entrar y salir del centro, aunque no pueden salir de los lugares que corresponde a los territorios.
Los CETI forman parte de la Red Pública de Centros de Migraciones, junto a los centros de acogida a refugiados (CAR).
A diferencia de los centros de atención temporal a extranjeros (CATE) manejados por el Ministerio de Inclusión, Seguridad Social y Migraciones, los CETI fueron manejados por el Ministerio del Interior, pero son ahora manejados también por el Ministerio de  Inclusión, Seguridad Social y Migraciones.
En comparación con los centros de internamiento de extranjeros (CIE) en donde los migrantes tienen un límite de tiempo de espera de 40 días, en los CETI no existe un plazo máximo de acogida.

## Centros de estancia temporal para inmigrantes

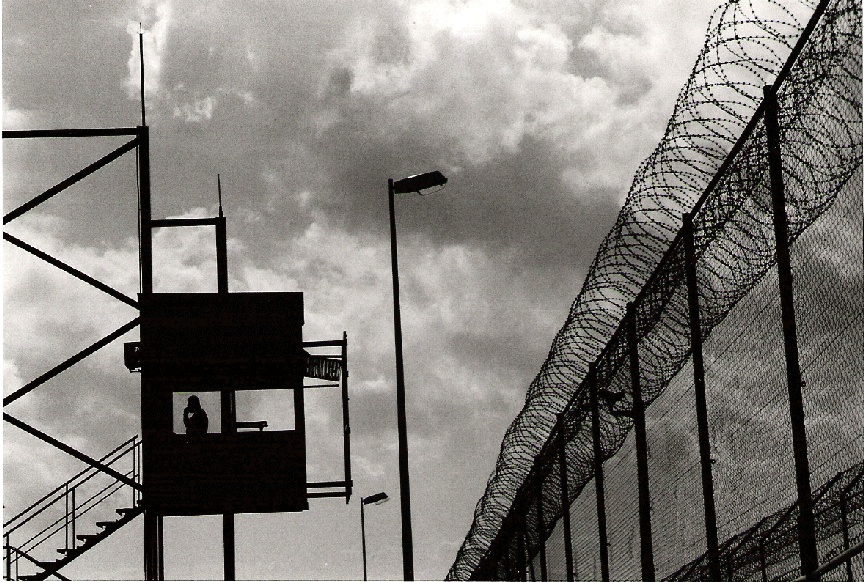
Valla de Melilla. Para entrar a las ciudades autónomas de Ceuta y Mellilla y acceder a los CETI, los migrantes muchas veces saltan las vallas.

El CETI de Melilla inició sus operaciones en 1999. En abril de 2020 contaba con 782 plazas. Los migrantes llegan al centro a través de un bote desde el mar, cruzando el paso fronterizo de Beni Ensar escondidos o saltando la valla. De los que llegan por tierra, muchos se esconden de la policía de Marruecos en el monte Gurugú antes de intentar cruzar la valla o el paso fronterizo.
El CETI de Ceuta inició su funcionamiento en marzo de 2000. En abril de 2020 contaba con 512 plazas, capacidad ampliada luego de la modificación de sus instalaciones en 2004. Cada habitación tiene alrededor de 12 m2 y hay espacio para alojar a diez personas que se ubican en literas.

## Afectación de los CETI durante la pandemia de Covid-19 en 2020
Durante la pandemia de COVID-19 de 2020, al cerrarse las fronteras de Marruecos, muchos inmigrantes buscaron vías alternativas a Europa como la de las islas Canarias por lo que se redujo la cantidad de acogidos en el CETI de Ceuta a enero de 2021.